# Nilo Neves
Nilo Roberto Neves (Porto Alegre, 2 de dezembro de 1942 — Curitiba, 23 de junho de 2022) foi um treinador e futebolista brasileiro que atuou como lateral-esquerdo. Nilo é o 3° jogador com mais jogos pelo Coxa (386).

## Carreira
Iniciou sua carreira profissional no Sport Club Internacional em 1961. Em 1968 foi convocado para a Seleção Brasileira de Futebol e jogou o Robertão pelo Clube Atlético Paranaense. Ainda em 1968, transferiu-se para o Coritiba Foot Ball Club, ficando neste agremiação até 1976 e contribuindo na conquista de sete campeonatos paranaenses. Jogou também pelo Palmeiras Futebol Clube de Blumenau (antiga denominação do atual Blumenau Esporte Clube).. 
Como treinador de futebol, iniciou nas categorias de base do Coritiba Foot Ball Club, Clube Atlético Paranaense, E.C. Pinheiros (um dos clubes que participou da fusão que criou o Paraná Clube) na década de 1980. Em 1988 iniciou como treinador do time profissional do Francisco Beltrão Esporte Clube. Suas conquistas, como treinador, foram: o campeonato de 1990  pelo Sinop F.C. (Campeonato Matogrossense de Futebol Profissional ); em 1993 pelo Barra do Garça F.C. no Campeonato Brasileiro da Série C e o Campeonato Metropolitano Infantil de 2007 pelo Coritiba F.C.
Nilo Neves, quando treinador do Sinop F.C., lançou Rogério Ceni aos 17 anos como goleiro titular do clube.

## Morte
Nilo Neves morreu no dia 23 de junho de 2022, aos 79 anos, devido à uma cirurgia cardíaca.

## Títulos
Coritiba
- Campeonato Paranaense: 1968, 1969, 1971, 1972, 1973, 1974 e 1975.[6]